# César Gonzales Hurtado
César Carlos Gonzales Hurtado, né à Lima le 17 juillet 1956, est un footballeur péruvien reconverti en entraîneur.
Il est connu au Pérou par son surnom de Chalaca Gonzales puisqu'il réalisait souvent des bicyclettes – appelées chalacas au Pérou – au cours de sa carrière de joueur.

## Biographie

### Carrière de joueur
Ayant une carrière de joueur relativement courte, César Gonzales joue à l'Alianza Lima à la fin des années 1970 et remporte deux championnats du Pérou d'affilée en 1977 et 1978. 
Entre 1982 et 1983, il défend les couleurs du Sporting Cristal. Lors de la saison 1983, il profite d'une blessure du titulaire habituel en défense – Héctor Chumpitaz – pour le remplacer efficacement jusqu’au retour de ce dernier, ce qui précipite sa retraite anticipée comme joueur. Il sera quand même champion du Pérou en fin de saison avec le Sporting Cristal.

### Carrière d'entraîneur
César Chalaca Gonzales a une longue expérience comme formateur de jeunes. En effet, entraîneur des équipes U17 et U20 du Pérou, il est l'un des fondateurs de l'Academia Cantolao, institution réputée au Pérou dans la découverte et formation de jeunes talents.
Mais son nom reste associé au Sport Boys de Callao qu'il a dirigé à plusieurs reprises dans les années 1990 et avec lequel il frôle le titre de champion du Pérou en 1998.
En 2012, il atteint la finale de la Copa Perú à la tète de l'Alfonso Ugarte de Puno mais son équipe s'incline devant l'UTC sur deux manches (0-2 et 3-2).

## Palmarès

### Palmarès de joueur
| Alianza Lima - Championnat du Pérou (2) : - Champion : 1977 et 1978. |  | Sporting Cristal - Championnat du Pérou (1) : - Champion : 1983. |

### Palmarès d'entraîneur
Alfonso Ugarte
- Copa Perú :
  - Finaliste : 2012.